# Killer Women (série télévisée, 2014)
Pour les articles homonymes, voir Killer Women.
Pour la série originale argentine, voir Killer Women (série télévisée, 2005).
Killer Women est une série télévisée américaine en huit épisodes de 42 minutes développée par Hannah Shakespeare basée sur la série argentine Mujeres Asesinas, dont seulement six épisodes ont été diffusés entre le 7 janvier, et le 18 février 2014 sur le réseau ABC et en simultané au Canada sur Citytv.
Cette série est inédite dans tous les pays francophones.

## Synopsis
La série suit la vie de Molly Parker, une femme récemment divorcée, ancienne reine de beauté, et la fille d'un shérif. Elle se lève aux premiers rangs de l'un des établissements de l'application de la loi les plus élitistes et dominées par les hommes, les Rangers du Texas.

## Distribution

### Acteurs principaux
- Tricia Helfer : Molly Parker
- Marc Blucas : Matt Winston
- Marta Milans : Becca Parker
- Michael Trucco : Billy Parker
- Alex Fernandez (en) : Luis Zea

### Acteurs récurrents et invités
- Victoria Murphy : Secretary (7 épisodes)
- Siena Agudong : Lulu Parker (6 épisodes)
- Dan Gordon (6 épisodes)
- Alexander Daniel Pimentel : Ranger Station staff (6 épisodes)
- Alexandra Pomales (es) : Hailee Parker (5 épisodes)
- Jeffrey Nordling : Senator Jake Colton (4 épisodes)
- Steven Ray Byrd : Office Clerk (4 épisodes)

### Invités
- Nadine Velazquez : Martina Alvarez (épisode 1)
- Vincent Fuentes : Paco La Mosca (épisode 1)
- Brad Leland (en) : Wily Whitman (épisode 1)
- Alison Viktorin (en) : Heather Endelsohn (épisode 1)
- Beth Riesgraf : Jennifer Jennings (épisode 2)
- Melora Hardin : Nan Reed (épisode 2)
- Aisha Hinds : FBI Special Agent Linda Clark (épisode 3)
- Peyton McDavitt : Andrea Corbett (épisode 3)
- Paola Turbay : Carmen Garza (épisode 4)
- Lesley-Ann Brandt : Amber Flynn (épisode 5)
- Monica Day (en) : Mischa Grayson (épisode 5)
- Wes Studi : White Deer (épisode 6)
- Adam Bartley (en) : Del Trevino (épisode 6)
- Matthew Holmes : Augie Travis (épisode 7)
- Erin Karpluk : Sue Ellen Tucker (épisode 7)
- Michael Shamus Wiles : Colt Ritter (épisode 7)
- Kate del Castillo : Esmeralda Montero (épisode 8)
- Melinda Page Hamilton : Hillary Barnes (épisode 8)

## Fiche technique
- Réalisateur du pilote : Larry Trilling
- Producteurs exécutifs : Hannah Shakespeare, Sofia Vergara, Ben Silverman, Martin Campbell et Luis Balaguer
- Société de production : ABC Studios

## Développement

### Production
En octobre 2012, le projet été présenté à ABC, et le pilote a été commandé le 25 janvier 2013.
Le 10 mai 2013, ABC commande la série et annonce quatre jours plus tard lors des Upfronts qu'elle sera diffusée à la mi-saison.
Le 17 janvier 2014, après la diffusion du deuxième épisode, la série a été annulée mais conservée à l'horaire jusqu'après les Jeux olympiques d'hiver de 2014. Conséquemment, six des huit épisodes produits sont diffusés.

### Casting
Les rôles ont été attribués dans cet ordre : Tricia Helfer, Marc Blucas, Marta Milans, Michael Trucco et Alex Fernandez (en).
Parmi les acteurs récurrents et invités : Beth Riesgraf, Melora Hardin, Paola Turbay et Aisha Hinds, Kate del Castillo et Melinda Page Hamilton.

## Épisodes
| № | Titre                 | Réalisation            | Scénario                      | Première diffusion      | Audience (millions) |
| - | --------------------- | ---------------------- | ----------------------------- | ----------------------- | ------------------- |
| 1 | La Sicaria            | Lawrence Trilling (en) | Hannah Shakespeare            | 7 janvier 2014          | 3,96                |
| 2 | Some Men Need Killing | Marc Roskin            | Hannah Shakespeare            | 14 janvier 2014         | 3,51                |
| 3 | Warrior               | Martha Coolidge        | Jason Ning                    | 21 janvier 2014         | 3,62                |
| 4 | The Siren             | David Grossman         | Jonathan Kidd et Sonya Winton | 4 février 2014          | 3,12                |
| 5 | In and Out            | Marc Roskin            | Jonathan Kidd et Sonya Winton | 11 février 2014         | 3,03                |
| 6 | Demons                | Colin Bucksey (en)     | Heather Zuhlke                | 30 mars 2014 (internet) |                     |
| 7 | Daughter of the Alamo | David Grossman         | Sal Calleros                  | 18 février 2014         | 3,22                |
| 8 | Queen Bee             | Colin Bucksey          | Hannah Shakespeare            | 30 mars 2014 (internet) |                     |